# Tapinoma aberrans
Tapinoma aberrans es una especie de hormiga del género Tapinoma, subfamilia Dolichoderinae. Fue descrita científicamente por Santschi en 1911.
Se distribuye por Malasia. Se ha encontrado a elevaciones de hasta 15 metros.